# Triangolo di Hosoya
Il Triangolo di Hosoya è una disposizione triangolare di numeri naturali basata sulla successione di Fibonacci, in modo simile al Triangolo di Pascal. 
Ogni elemento è pari alla somma dei due precedenti lungo la diagonale destra e anche dei due precedenti lungo la diagonale sinistra, che idealmente passano attraverso il numero considerato. Le prime righe sono le seguenti:
```
                                                1
                                             1     1
                                          2     1     2
                                       3     2     2     3
                                    5     3     4     3     5
                                 8     5     6     6     5     8
                             13     8    10     9    10     8    13
                          21    13    16    15    15    16    13    21
                       34    21    26    24    25    24    26    21    34
                    55    34    42    39    40    40    39    42    34    55
                 89    55    68    63    65    64    65    63    68    55    89
             144    89   110   102   105   104   104   105   102   110    89   144
                                              etc.
```

La successione è descritta nel progetto OEIS dalla sequenza identificata dal codice A058071.

## Il nome
Il nome di Triangolo di Fibonacci risulta ambiguo in quanto fu già utilizzato anche per le costruzioni proposte da Wilson nel '98 e da Yuan nel '99. Per tale motivo, si è preferito il nome di Triangolo di Hosoya, che deriva dal suo ideatore, il chimico e matematico giapponese Haruo Hosoya, che lo propose per primo nel 1976.

## Costruzione
Ogni numero del triangolo soddisfa la relazione di ricorrenza:
H(0, 0) = H(1, 0) = H(1, 1) = H(2, 1) = 1
e
H(n, j) = H(n − 1, j) + H(n − 2, j)
= H(n − 1, j − 1) + H(n − 2, j − 2).
Inoltre, ogni numero H di Hosoya soddisfa la seguente relazione rispetto alla successione di Fibonacci F:
H(n, i) = F(i + 1) × F(n − i + 1).
Pertanto, le due diagonali più esterne sono i numeri di Fibonacci, mentre i numeri disposti lungo la linea verticale centrale sono i loro quadrati. Tutti gli altri numeri nel triangolo sono il prodotto di due distinti numeri di Fibonacci maggiori di 1. Le somme delle righe sono pari alla convoluzione dei numeri di Fibonacci.